# Julie Jensen McDonald
Julie Jensen McDonald (Fiscus, 22 de junio de 1929-Municipio de Pleasant Valley, 25 de noviembre de 2013) fue una autora y periodista estadounidense. Sus obras incluyen novelas y un libro sobre pequeños pueblos de Iowa e Illinois. Ganó múltiples premios por su trabajo.

## Vida personal y carrera temprana
McDonald nació el 22 de junio de 1929 y nació a una milla de distancia de Fiscus, Iowa, en una granja. Después de que su padre Alfred Jensen muriera en un accidente de tractor, ella y su madre Myrtle se mudaron a Harlan, Iowa, donde asistió a la escuela primaria. Se interesó en la escritura cuando era niña y su madre le leía historias escritas por la propia McDonald. En sexto grado, escribió una obra de teatro escolar titulada The Whispering Mummy y su recepción la animó a escribir otra obra. La segunda obra no fue tan bien recibida como la primera, por lo que decidió escribir poesía. Después de escribir poesía durante algunos años, decidió convertirse en periodista. No pudo unirse al periódico de su escuela secundaria, pero se convirtió en aprendiz no remunerada en un periódico semanal. Asistió a la Universidad de Iowa en su escuela de periodismo y se graduó con una licenciatura. Durante un año, fue la editora femenina del Rockford Register Star en Rockford, Illinois. En la década de 1950, actuó en dos producciones de Quad City Music Guild. El 16 de mayo de 1952 se casó con Elliott R. McDonald y primero tuvieron una hija llamada Beth. Cuando Beth tenía unas pocas semanas y vivían en Washington D. C., McDonald decidió escribir ficción. Más tarde tuvieron un hijo llamado Elliot Jr.

## Carrera
Vendió su primera historia, titulada The Birthday Cake, a un periódico de escuela dominical por 6,50 dólares estadounidenses. La revista Redbook le compró dos novelas tituladas The Wives y Man Running. McDonald dijo que la primera novela que compró Redbook «pagó un descapotable amarillo brillante, un viaje a Europa, alfombras y aire acondicionado central para su casa». Escribió una novela romántica, pero se negó a decir el título a pesar de recibir regalías y cartas de fans. Su primera novela de bolsillo, Amelie's Story, se publicó en 1970 a través de Simon & Schuster. El libro fue seguido por la secuela Petra. Después de escribir sobre pueblos pequeños para el periódico Quad-City Times, escribió un libro de 1977 titulado Pathway to the Present in 50 Iowa and Illinois Communities. Escribió una biografía de 1980 sobre Ruth Buxton Sayre. McDonald enseñó escritura a estudiantes de primaria y secundaria. También enseñó periodismo y escritura de ficción en la Universidad St. Ambrose. Su carrera abarcó más de 30 libros y cuentos. McDonald ha ganado el premio Quad City Writer of the Year, el Johnson Brigham Award, el Friends of American Writers Award, el Isabel Bloom Award for the Arts, el Authors' Achievement Award de la Davenport Public Library's Authors' Achievement Award y el David R. Collins Literary Achievement Award. En 2012, McDonald se retiró después de escribir para Rock Island Argus.
El gobernador Robert D. Ray la nombró presidenta del Consejo de las Artes de Iowa en 1969, donde sirvió hasta 1973. Fue fideicomisaria del Museo de Arte de Davenport y más tarde parte del comité del Museo de Arte Figge. McDonald trabajó para el Centro de Escritores del Medio Oeste como su directora. Tocó el clarinete en la Bettendorf Park Band durante más de 40 años. También formó parte de Penwomen, Danish Sisterhood, Scottish American Society, entre otros.

## Muerte
Murió el 25 de noviembre de 2013 en el municipio de Pleasant Valley, Iowa.